# Ševčenkivskokorsuňský rajón
Ševčenkivskokorsuňský rajón (ukrajinsky Корсунь-Шевченківський район) byl rajón v Čerkaské oblasti na Ukrajině. Hlavním městem byl Korsuň-Ševčenkivskyj a rajón měl přibližně 41 tisíc obyvatel.

## Sídla v rajónu
- Korsuň-Ševčenkivskyj
- Stebliv